# Полілогарифмічна функція
У математиці полілогарифмічна функція від n — це поліном від логарифма n:
{\displaystyle a_{k}(\log n)^{k}+a_{k-1}(\log n)^{k-1}+\cdots +a_{1}(\log n)+a_{0}.}
Для скорочення запису (log n)k часто використовується позначення logkn, за аналогією до скорочення sin2θ для (sin θ)2.
В інформатиці полілогарифмічні функції описують часову складність деяких операцій зі структурами даних. Крім того, композиція експоненційної та полілогарифмічної функцій є функцією з квазіполіноміальним порядком росту. Кажуть, що алгоритми з такою часовою складністю мають квазіполіноміальний час виконання.
У нотації Ландау можна записати, що усі полілогарифмічні функції від n входять до класу o(nε) для довільного ε > 0. Тобто довільна полілогарифмічна функція зростає повільніше, ніж довільний поліном. Це спостереження лежить в основі позначення м’яке О, Õ(n).